# Kostel svatého Jana Nepomuckého (Nové Město nad Metují)
Kostel svatého Jana Nepomuckého v Novém Městě nad Metují je římskokatolický filiální kostel vystavěný v barokním slohu. Je v majetku majitele novoměstského zámku Josefa M. Bartoně-Dobenína.

## Historie kostela
Kostel byl vystavěn v letech 1736–⁠⁠⁠⁠⁠⁠1738 zásluhou děkana Jana J. Venclíka. Jeho stavitel není známý, ale pravděpodobně je stejný jako u kaple sv. Barbory na Rezku. Kostel vyhořel během války s Pruskem v roce 1745 a znovu v roce 1775. Za Josefa II. byl v roce 1787 zrušen, ale naštěstí jej koupil hospodářský ředitel Václav Gottwald. Opravy byly provedeny v roce 1819 a 1945–⁠⁠⁠⁠⁠⁠1946. Oprava střechy byla provedena v roce 1961 a výměna střešní krytiny v roce 1976.

## Architektura
Kostel má mírně nadčtvercový půdorys s dvěma nízkými bočními přístavky. Fasáda je zdobená pilastry. Zdobená pískovcová edikula hlavního vchodu má na stylizovatném klenáku biret s pěti hvězdami. Okna mají ostění z pískovce. Štíty protínají římsy a mansardovou střechu formou malých vikýřů s jižním oválným a severním větším obdélným oknem. Střecha byla původně krytá šindelem, dnes šablonami, střechy přístavků jsou dosud šindelové. Sanktusová vížka je bez zvonu.
V pravém přístavku je sakristie a v levém přístavku je boční vchod s někdejší druhou sakristií.
Vzhledem k terénním úpravám okolí je dnes niveleta (výšková úroveň) kostela situována pod vozovkou s chodníkem.

## Interiér
Hlavní oltář zasvěcený sv. Janu Nepomuckému je barokní s akantovými rozvilinami, s novějším oválným obrazem patrona kostela od Emila Zemana (se stejnou kompozicí jako na bočním oltářním obrazu v kostele sv. Máří Magdaleny v Deštném v O. h.) v nadhlaví s Lesliovskými erby v kartuši a v podnoží obraz Panny Marie Sněžné. Pod menzou na stipes stříbřený reliéfní výjev shození těla sv. Jana Nepomuckého do Vltavy.
Boční oltář vlevo je zasvěcený Panně Marii Čenstochovské (Černá Madona), vpravo sv. Františku Xaverskému.
Malý kůr na klenutém oblouku je přístupný po točitém schodišti a je bez varhan.
Kazatelna je vyřezávaná se sochami sv. Jana Nepomuckého a andělů na helmici s baldachýnem.

## Bohuslužby
Bohoslužby se konají pouze v květnu a o svatojánské pouti Podskaláků (obvykle 3 dny okolo 16. 5.).

## Ocenění
V roce 2021 obdržel Spolek pro záchranu kaple sv. Jana Nepomuckého za obnovu stavby cenu krajskou Cenu památkové péče v kategorii Iniciativní přístup k záchraně a obnově konkrétního objektu.

## Galerie

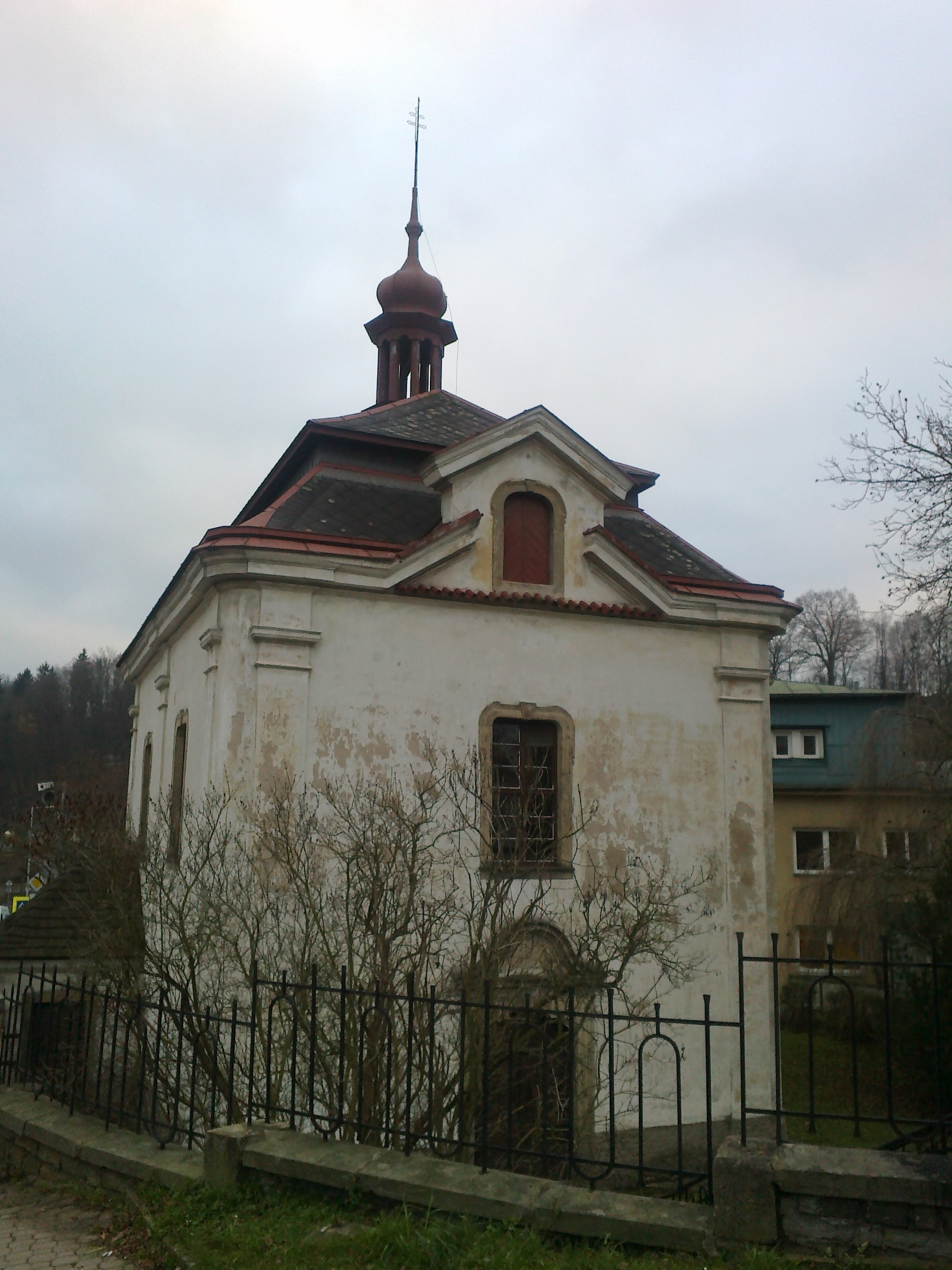
Pohled od severu
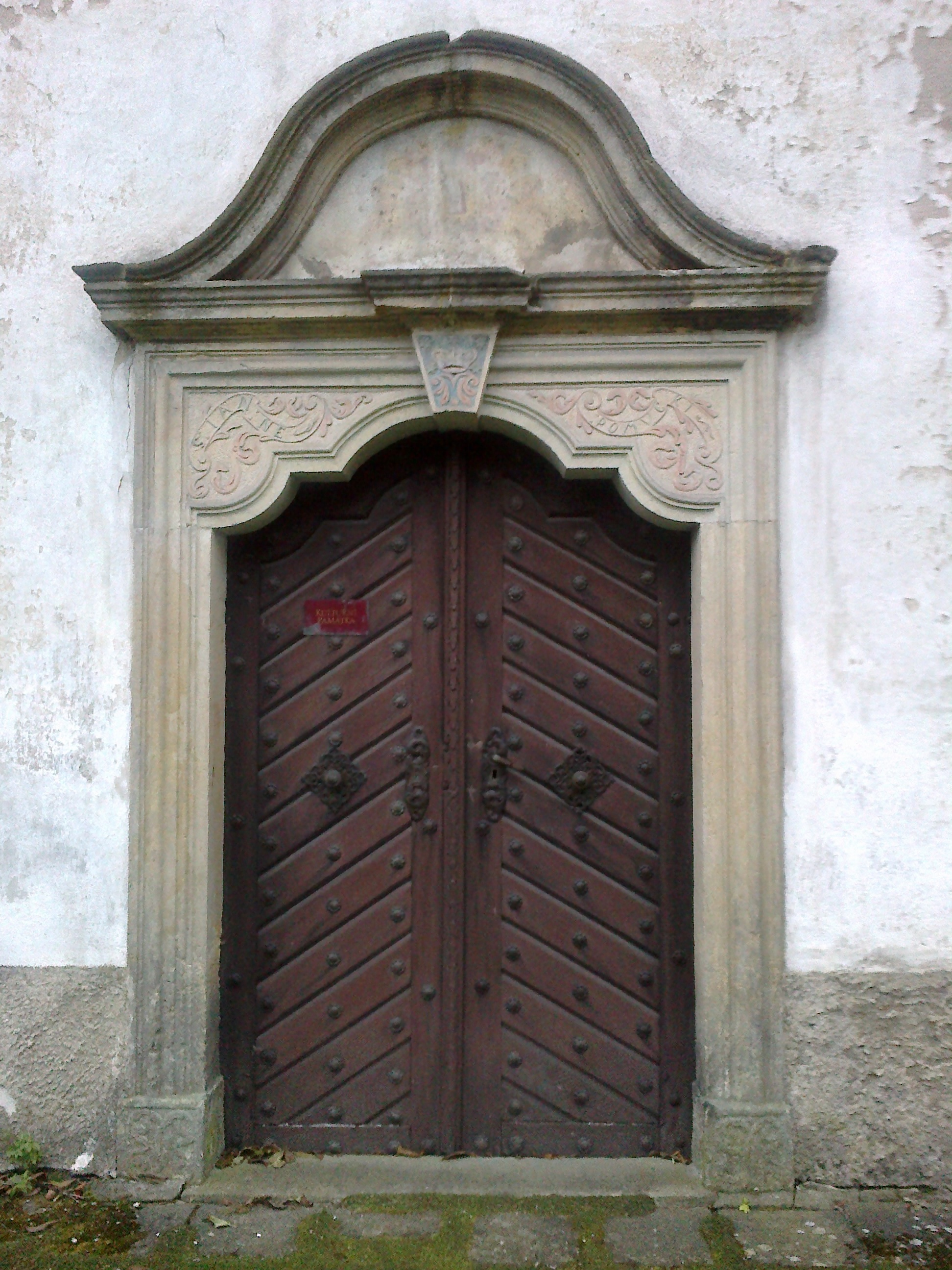
Portál
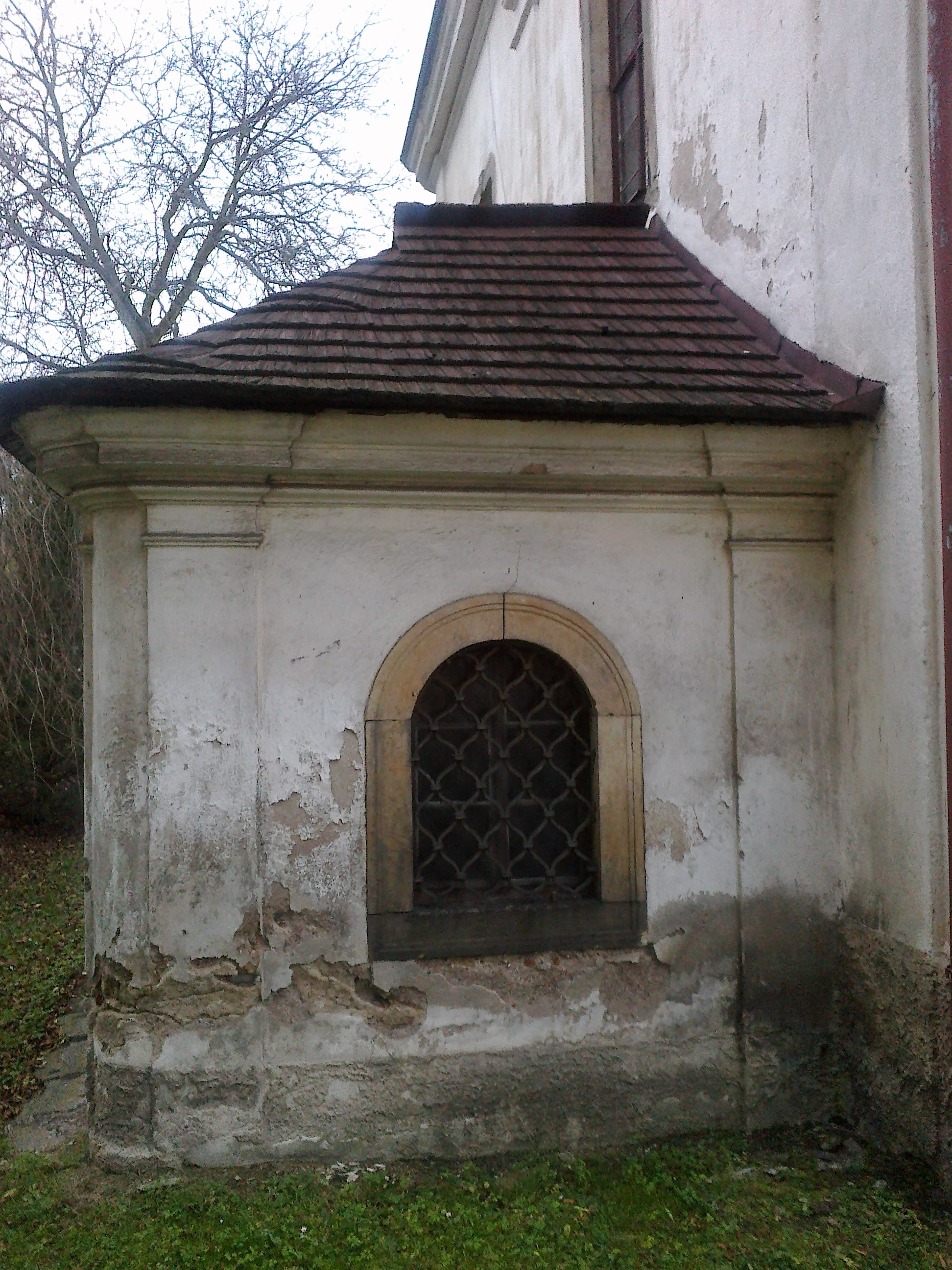
Přístavek krytý šindelem